# Gama aurichalcea
Gama aurichalcea är en skalbaggsart som beskrevs av Hermann Burmeister 1855. Gama aurichalcea ingår i släktet Gama och familjen Melolonthidae. Inga underarter finns listade i Catalogue of Life.